# Antoni Juchełko
Antoni Juchełko (ps. Borys) (ur. 1892, zm. 1947 w Legionowie) – polski robotnik, działacz komunistyczny.

## Życiorys
Mieszkał w Legionowie, od 1933 był członkiem Zarządu Głównego Związku Zawodowego Robotników Przemysłu Wędliniarskiego. Uczestniczył w manifestacjach, strajkach i masówkach, podczas II wojny światowej pomagał żonie w prowadzeniu sklepu. Od 1942 należał do Polskiej Partii Robotniczej, był członkiem Gwardii Ludowej i Armii Ludowej. Uczestniczył w akcjach dywersyjnych, wykolejeniu pociągu pod Choszczówką, organizacji ucieczek jeńców radzieckich z obozu w Legionowie, niszczeniu zbiorów w magazynach w Jabłonnie. W styczniu 1944 uniknął aresztowania i ukrywał się aż do zakończenia działań wojennych. W 1945 wstąpił w szeregi Milicji Obywatelskiej i uczestniczył w organizowaniu komórki partyjnej PPR w Legionowie, od 1946 pełnił funkcję komendanta Służby Ochrony Kolei w Nasielsku, rok później zmarł.

## Odznaczenia
- Order Krzyża Grunwaldu;
- Medal za Warszawę 1939–1945